# Oegstgeest
Oegstgeest és un municipi de la província d'Holanda del Sud, al sud dels Països Baixos. L'1 de gener del 2009 tenia 22.672 habitants repartits sobre una superfície de 7,75 km² (dels quals 0,55 km² corresponen a aigua). De fet és un suburbi de Leiden, i limita amb Katwijk a l'oest, amb Teylingen al nord i Leiderdorp a l'est.

## Ajuntament
- Progressief Oegstgeest 6 regidors
- Leefbaar Oegstgeest 5 regidors
- VVD 5 regidors
- CDA 3 regidors